# Kepler-441b
Kepler-441b es un planeta extrasolar que forma parte de un sistema planetario formado por al menos un planeta. Orbita la estrella denominada Kepler-441. Fue descubierto en el año 2015 por la sonda Kepler por medio de tránsito astronómico.